# Adervielle-Pouchergues
Adervielle-Pouchergues é uma comuna francesa na região administrativa de Occitânia, no departamento dos Altos Pirenéus. Estende-se por uma área de 9,14 km², Em 2010 a comuna tinha 137 habitantes (densidade: 15 hab./km²)..